# Trials & Tribulations (Ace Hood)
Trials & Tribulations è il quarto album in studio del rapper statunitense Ace Hood, pubblicato nel 2013.

## Tracce
1. Testimony – 1:27
2. Trials & Tribulations – 3:08
3. Another Statistic – 3:37
4. Before the Rollie (featuring Meek Mill) – 4:17
5. We Outchea (featuring Lil Wayne) – 4:19
6. We Them Niggas – 4:04
7. The Come Up (featuring Anthony Hamilton) – 3:59
8. Rider (featuring Chris Brown) – 4:30
9. Hope – 4:32
10. Pray for Me – 3:37
11. Bugatti (featuring Future & Rick Ross) – 4:29
12. How I'm Raised – 3:34
13. My Bible – 3:46
14. Mama (featuring Betty Wright) – 5:59

Tracce bonus Edizione deluxe
1. Bugatti (Remix) (featuring Wiz Khalifa, T.I., Meek Mill, French Montana, 2 Chainz, Future, DJ Khaled & Birdman) – 5:26
2. Fuck Da World – 4:26
3. Have Mercy – 4:54